# 天文台岩
天文台岩（英語：Temmondai Rock），是南極洲的岩石，位於毛德皇后地的奧拉夫王子海岸，根據日本探險隊的測量和拍攝的空中照片繪入地圖，現時由南極條約體系管理。

## 外部連結
- 本条目引用的公有领域材料来自美国地质调查局的文档 《天文台岩》 （資料來自地名信息系统）。

68°25′S 41°41′E / 68.417°S 41.683°E